# Oblast Autónomo do Alto Carabaque
O Oblast Autonomo do Alto Carabaque (em russo:  Нагорно-Карабахская автономная область - НКАО, transl. Nagorno-Karabakhskaya avtonomnaya oblast' - NKAO; em armênio/arménio:  Լեռնային Ղարաբաղի Ինքնավար Մարզ, transl. Lerrnayin Gharabaghi Ink’navar Marz; em azeri:  Дағлыг Гарабағ Мухтар Вилајәти/Dağlıq Qarabağ Muxtar Vilayəti) foi um oblast autónomo da União Soviética criado na República Socialista Soviética do Azerbaijão, em 1923, povoado principalmente por armênios étnicos.
Com o início do Guerra do Alto Carabaque, em 1987, entre as Repúblicas Socialistas Soviéticas da Arménia e do Azerbaijão, e sua subsequente transformação em guerra de grande escala, no fim de 1991, o Parlamento da RSS do Azerbaijão decidiu abolir, em 26 de Novembro daquele ano, o estatuto de autonomia do Oblast Autónomo do Alto Carabaque, e dividiu administrativamente a região entre os rayons vizinhos de Khojavend, Tartar, Goranboy, Shusha e Kalbajar. Como resposta, a população de maioria armênia da região declarou unilateralmente sua independência como República do Alto Carabaque (hoje República de Artsaque); a maior parte dos territórios do antigo oblast permaneceu sob o controle das forças arménias do Alto Carabaque. Com o fim propriamente dito da União Soviética, a região do Alto Carabaque foi confirmada como parte da então recém-independente República do Azerbaijão pelo Conselho de Segurança das Nações Unidas. Hoje em dia Artsaque não é reconhecida por nenhum Estado ou organizações governamentais internacionais, e é parte de jure do Azerbaijão.

## Divisão administrativa
O oblast autonomo estava dividido em cinco raions:
- Martacerta;
- Martuni;
- Shusha;
- Askeran;
- Hadrut.